# Лесные перепела
Лесные перепела (лат. Odontophorus) — род курообразных птиц из семейства зубчатоклювых куропаток (Odontophoridae). Представители рода обитают в горных и равнинных лесах Южной Америки. Этих скрытных птиц можно увидеть только в сумерках или на рассвете.
Птицы достигают в длину 20—30 см. Питаются на земле подножным кормом (семена, насекомые).

## Виды
Описано 15 видов:
- Пестрокрылый лесной перепел (Odontophorus capueira)[2]
- Каштановый лесной перепел (Odontophorus hyperythrus)
- Воротничковый лесной перепел (Odontophorus strophium)
- Мраморный лесной перепел (Odontophorus gujanensis)
- Красногрудый лесной перепел (Odontophorus speciosus)
- Краснолобый лесной перепел (Odontophorus erythrops)
- Черноухий лесной перепел (Odontophorus melanotis)
- Черноспинный лесной перепел (Odontophorus melanonotus)
- Чернолобый лесной перепел (Odontophorus atrifrons)
- Пестролицый лесной перепел (Odontophorus balliviani)
- Odontophorus stellatus — Звездчатый лесной перепел
- Черношапочный лесной перепел (Odontophorus dialeucos)
- Хохлатый лесной перепел (Odontophorus guttatus)
- Венесуэльский лесной перепел (Odontophorus columbianus)
- Белогорлый лесной перепел (Odontophorus leucolaemus)